# امان‌الله میرزا جهانبانی

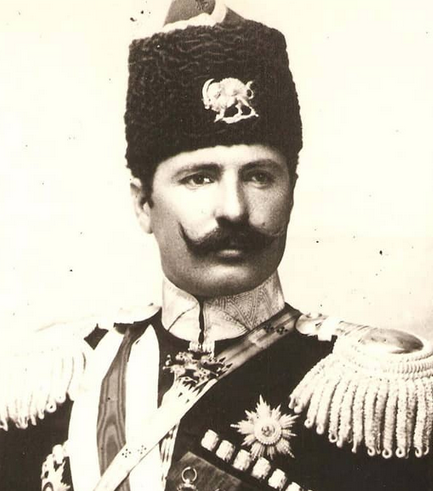

شاهزاده امان‌الله میرزا جهانبانی (۱۲۸۶–۲۰ صفر ۱۳۳۰) ملقب به ضیاءالدوله فرزند جهانگیر میرزا و نوه سیف‌الله میرزا چهل و دومین فرزند پسری فتحعلی شاه قاجار بود. وی در تهران متولد شد. در مدرسه دارالفنون در رشته نظامی تحصیل کرد و زبانهای روسی و فرانسه را به خوبی یادگرفت. پس از مدتی به قزاقخانه رفت و درجه سلطانی (سروانی) گرفت. پیش از آغاز مشروطه از سرکردگان قزاقخانه بود و در آنجا درجه امیرتومانی (سرلشکری) داشت. وقتی لیاخوف رئیس قزاقخانه شد به همراه چند تن دیگر از سرکردگان از قزاقخانه کناره‌گیری کرد. سپس به آزادیخواهان پیوست و در ششم محرم ۱۳۲۶ ه‍.ق (بهمن ۱۲۸۶ ه‍.خ) از نمایندگان تهران در مجلس یکم شد  و سپس به دستیاری وزارت جنگ رسید. در دوره استبداد صغیر در تهران مخفی بود تا فتح تهران پیش‌آمد و دوباره در کار بود. سپس فرمانده قشون آذربایجان شد و پس از هدایت و در غیاب حکمرانانی که به حکومت آذربایجان منصوب می‌شدند از ۱۲۸۸ سرپرست دارالحکومه تبریز بود. این زمان مقارن بود با حمله صمدخان مراغه به تبریز، قضیه اولتیماتوم و اشغال تبریز از سوی روسها. ضیاءالدوله با انجمن مشروطه‌خواهان تبریز و از جمله شخص ثقةالاسلام تبریزی همکاری نزدیک داشت. نخست با روسها از در گفتگو درآمد و سپس به میانجی‌گری کنسولهای انگلستان و فرانسه با روسیان به آشتی می‌کوشیدند. از آن سو اوضاع را روزانه به تهران تلگراف می‌کرد و پرده از جنایات روسها می‌گشود. این تلگرافهای شاهزاده بر روسها بسیار سخت می‌افتاد و چون در یکی از آنها می‌گوید: «عجالتاً آنچه راپورت رسید پانصد نفر بچه و مرد از اهالی بیچاره کشتند»، روسها که به دنبال بهانه بودند این تلگراف را اغراق‌آمیز و خلاف واقع خوانده و ضیاءالدوله را تحت تعقیب قرار دادند. ضیاءالدوله به کنسولگری انگلستان پناهنده شد و چون مذاکره بر سر تحویل و تبعید وی بالا گرفت، خود با تپانچه‌ای که در اختیار داشت به زندگیش خاتمه داد (۱۲۹۰ خورشیدی). وی علت خودکشی خود را چنین بیان می‌کند که چون دستور جنگ با روسها توسط وی مهر شده و در آنوقت وی عامل دولت در تبریز بوده، این عمل می‌توانسته بهانه‌ای برای روسها در تصرف دائمی تبریز باشد و از سوی دیگر حکم قطعی اعدام وی از سوی روسها نیز بوده. رفتار شجاعانه وی در بلوای تبریز در زمان جنگ با روسها در خور ستایش می‌باشد. جنازه او را در بارگاه سید حمزه در تبریز به خاک سپردند.
وی پدربزرگ‌ نادر جهانبانی بود.

## فرزندان
امان‌الله میرزا از ازدواج با شمس‌السلطنه دختر عبدالحسین میرزا شمس‌الشعرا صاحب پنج فرزند بود:
1. امان‌الله جهانبانی
2. عزیزالله جهانبانی
3. پوران جهانبانی
4. تومان جهانبانی
5. منصور جهانبانی، صاحب یک دختر بود:
  1. منیژه جهانبانی، همسر غلامرضا پهلوی[۸]

## نگارخانه

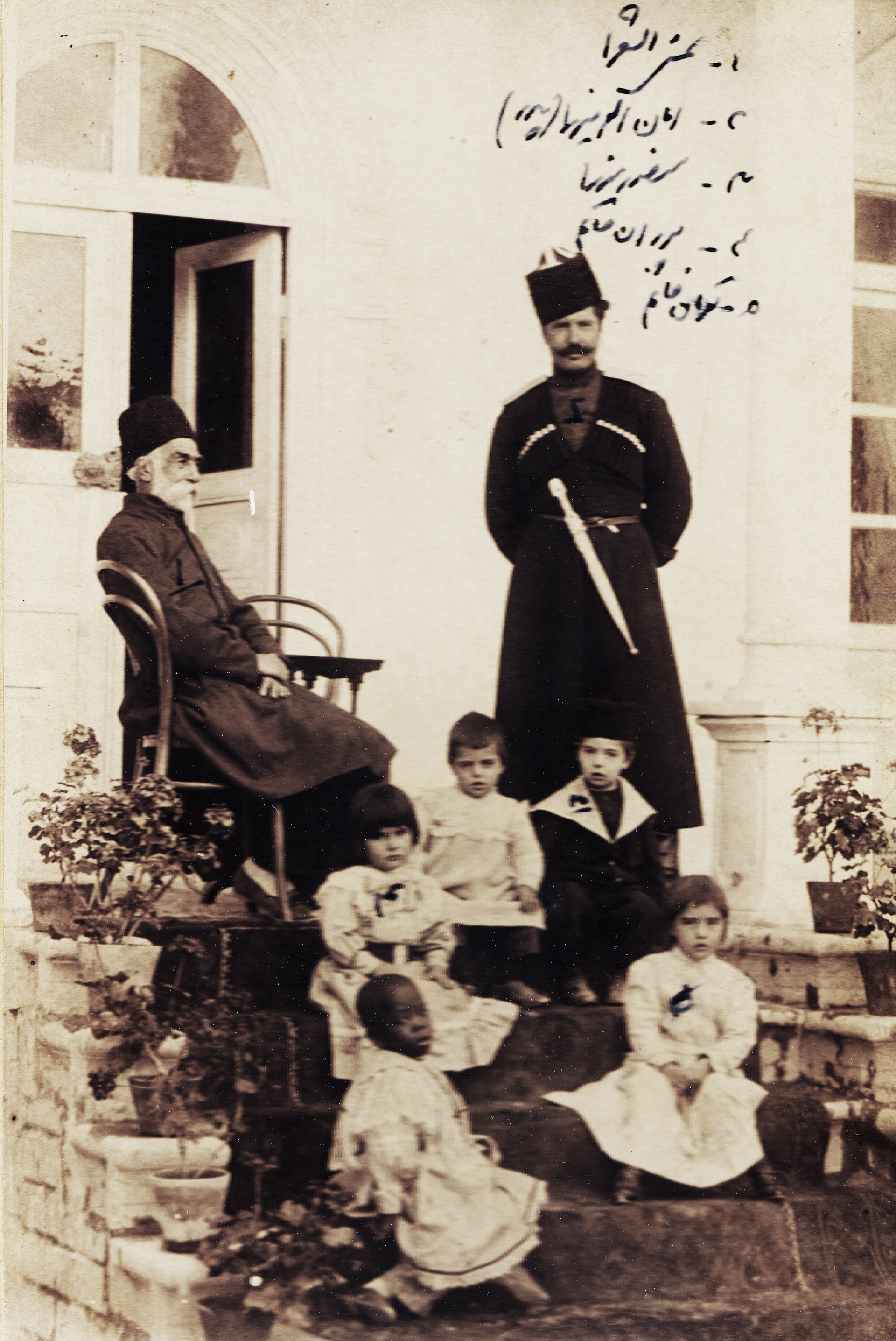
شمس‌الشعرا، نشسته، به همراه دامادش امان‌الله میرزا جهانبانی ایستاده در سمت راست تصویر، پسر کوچک با کلاه پسر دیگر عزیزالله، دو دختر دیگر پوران خانم جهانبانی و توران خانم جهانبانی، دختر بردهٔ آفریقایی، ۱۹۰۰